# Sing to God
Sing to God är ett album från 1995 av Kommuniteten i Taizé. Albumet spelades in hos kommuniteten i Taizé under 1995. Albumet är så gott som helt på engelska, till skillnad från de flesta andra av deras album som innehåller en blandning av olika språk.

## Låtlista
1. Let us sing to the Lord (Bénissez le Seigneur)
2. Veni Creator Spiritus
3. Bless the Lord
4. Alleluia 8
5. Jesus remember me
6. In the Lord (El Senyor)
7. God can only give (Dieu ne peut que donner son amour)
8. Veni lumen – choral
9. O Lord, the light (C’est toi ma lampe)
10. Sing to God (Singt dem Herrn)
11. Lord God you love us (Toi tu nous aimes)
12. Kyrie 10
13. Holy Spirit, come to us (Tui amoris ignem)
14. Sing praises (Laudate omnes gentes)
15. In te confido
16. In God alone (Mon âme se repose)
17. Magnificat – choral
18. Lord Jesus Christ (Jésus le Christ)